# Yemrehanna Krestos (église)
Pour les articles homonymes, voir Yemrehanna Krestos.
Yemrehanna Krestos est une église éthiopienne orthodoxe située à l'intérieur d'une grotte, au pied de la pente de l'Abouna Yossef, un massif culminant à 4 190 m. Elle aurait été fondée par le roi Yemrehanna Krestos de la dynastie Zagoué (règne de 1132 à environ 1172), qui lui donna donc son nom. L'édifice pourrait remonter au milieu du XIIe siècle, cette datation fait néanmoins l'objet de discussions,. Le Portugais Francisco Álvares fut le premier à le décrire en 1520.
L'entrée de la grotte mesure de 10 à 12 m de haut et 50 m de large, elle s'enfonce à l'intérieur de la montagne sur environ 45 m. Une partie de la grotte réservée au culte est délimitée par un mur de 3 m de haut. 
La salle du trésor est une construction simple de 17 m de long, 8 m de large et environ 4,50 m de haut, partagée en deux pièces.
Une basilique à trois nefs occupe la partie sud-est de la grotte : elle mesure 12,7 m de long et 9,20 m de large à l'extérieur (10,6 m x 7,9 m à l'intérieur). Ses murs sont composés d'une alternance de moellons équarris couverts de stuc et de pierres recouvertes de bois. Elle est ornée de 26 fenêtres dont une partie est aveugle. Trois portails à linteau décoré permettent de pénétrer dans l'édifice. 
Les plafonds de la basilique sont plats, excepté une partie de la nef couverte de toits en bâtière et le sanctuaire surmonté d'un dôme. Un arc triomphal marque l'entrée du sanctuaire flanqué de deux sacristies au nord et au sud (pastophoria). L'existence de ces deux pièces et leur ouverture vers le sanctuaire ou vers les ailes est caractéristique des différentes périodes de construction des églises éthiopiennes. Ces deux pièces disparaissent vers les XIVe et XVe siècles, le sanctuaire occupant alors toute la largeur de l'édifice.
Une série de peintures murales de style copte ornent le mur du bas-côté nord, elles décrivent la vie et la passion du Christ. Ce sont les peintures les mieux préservées de cette époque en Éthiopie. Les plafonds sont décorés dans le style arabo-copte, composés de motifs géométriques ou figuratifs (hommes, cavaliers, oiseaux, animaux, arbres, bateau).
L'intérieur est très richement décoré, le travail sur le bois est remarquable, les caissons des bas-côtés sont ornés de motifs cruciformes, le plafond recouvert de peintures directement exécutées sur le bois de la nef centrale. Les transennes des fenêtres sont sculptées dans le rocher et le bois, le travail est très varié.

## Galerie de photos

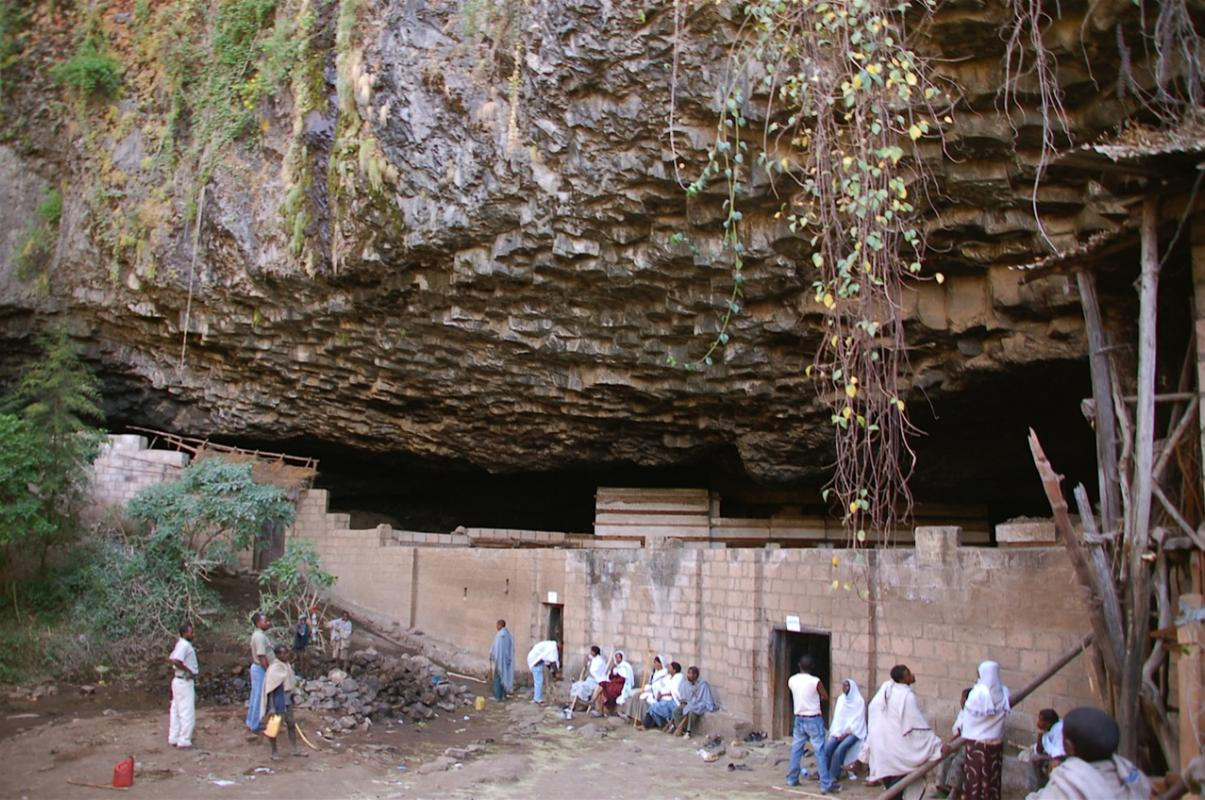
Entrée de la grotte
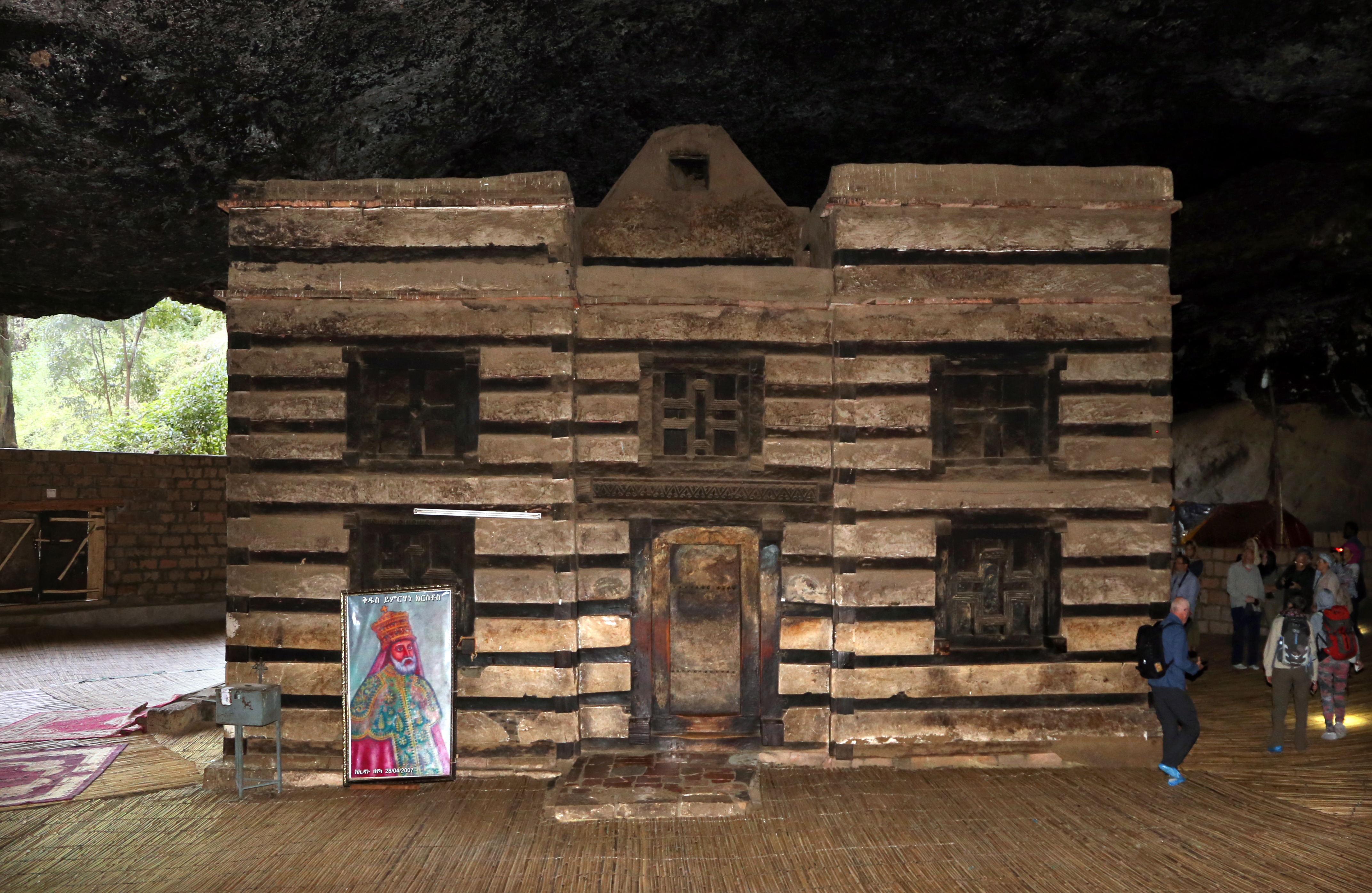
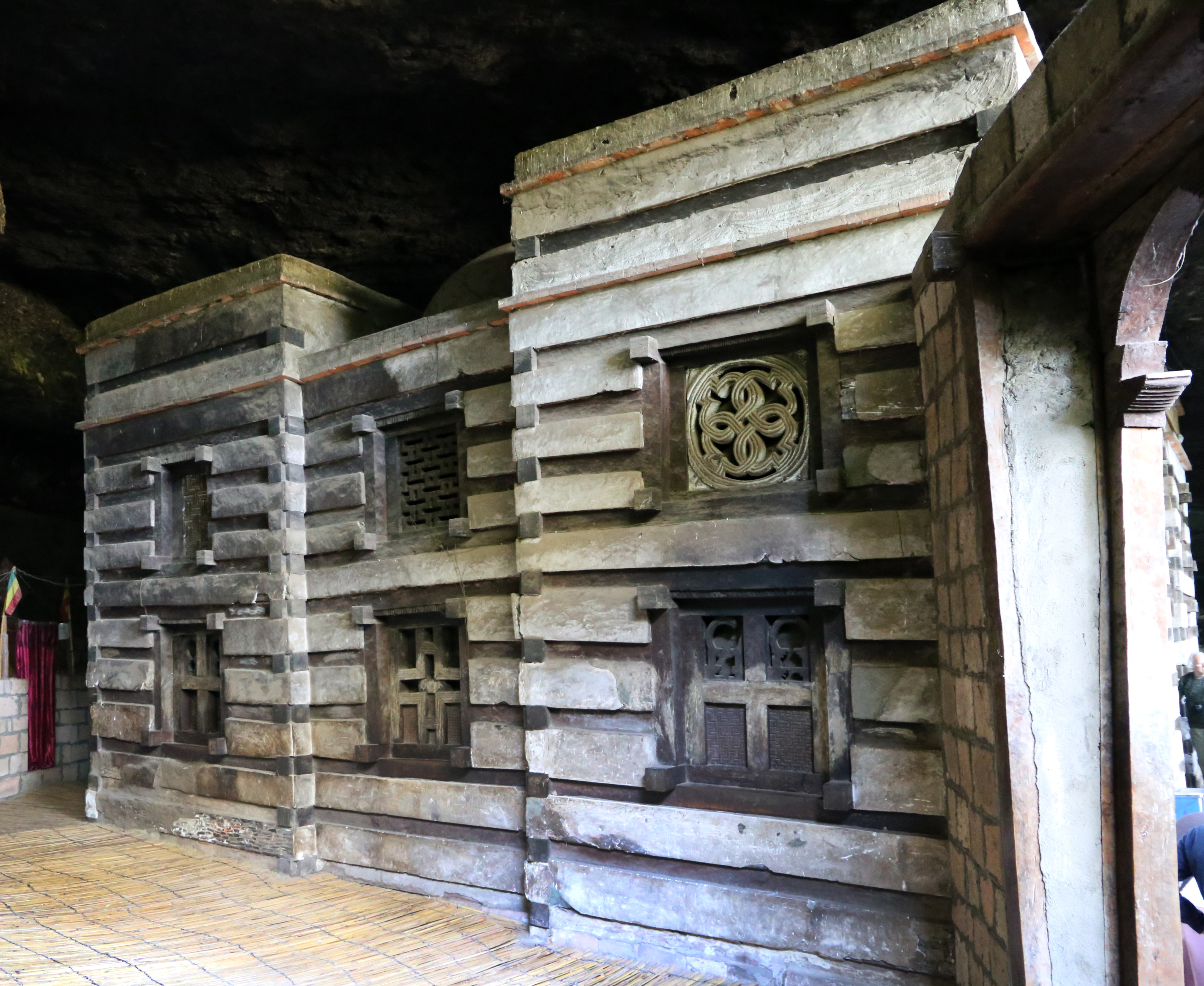
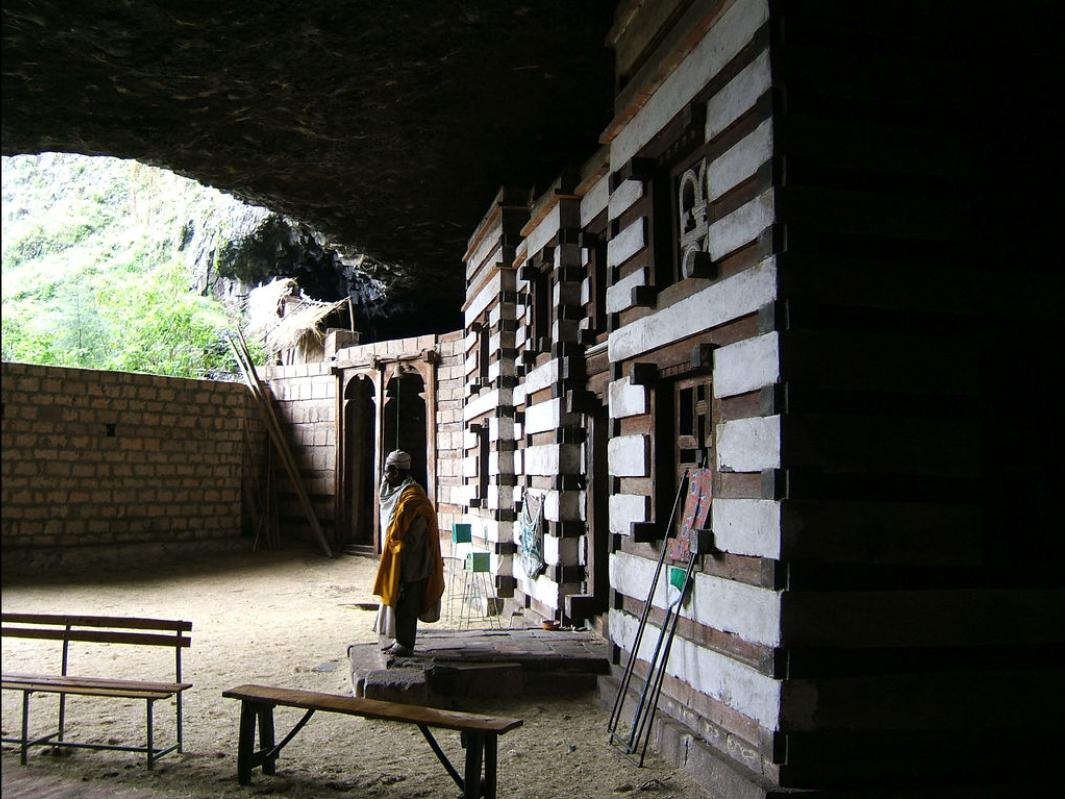
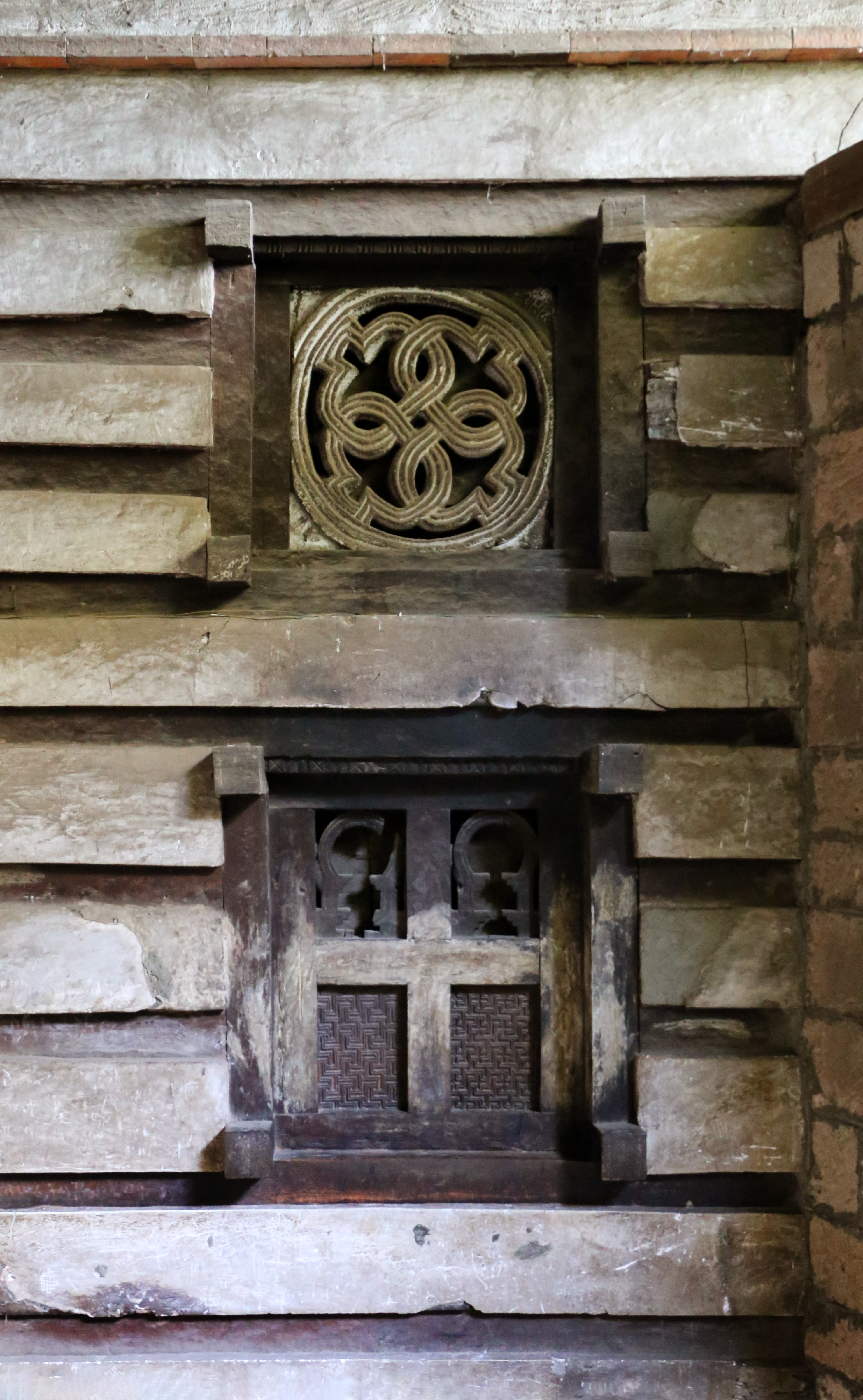
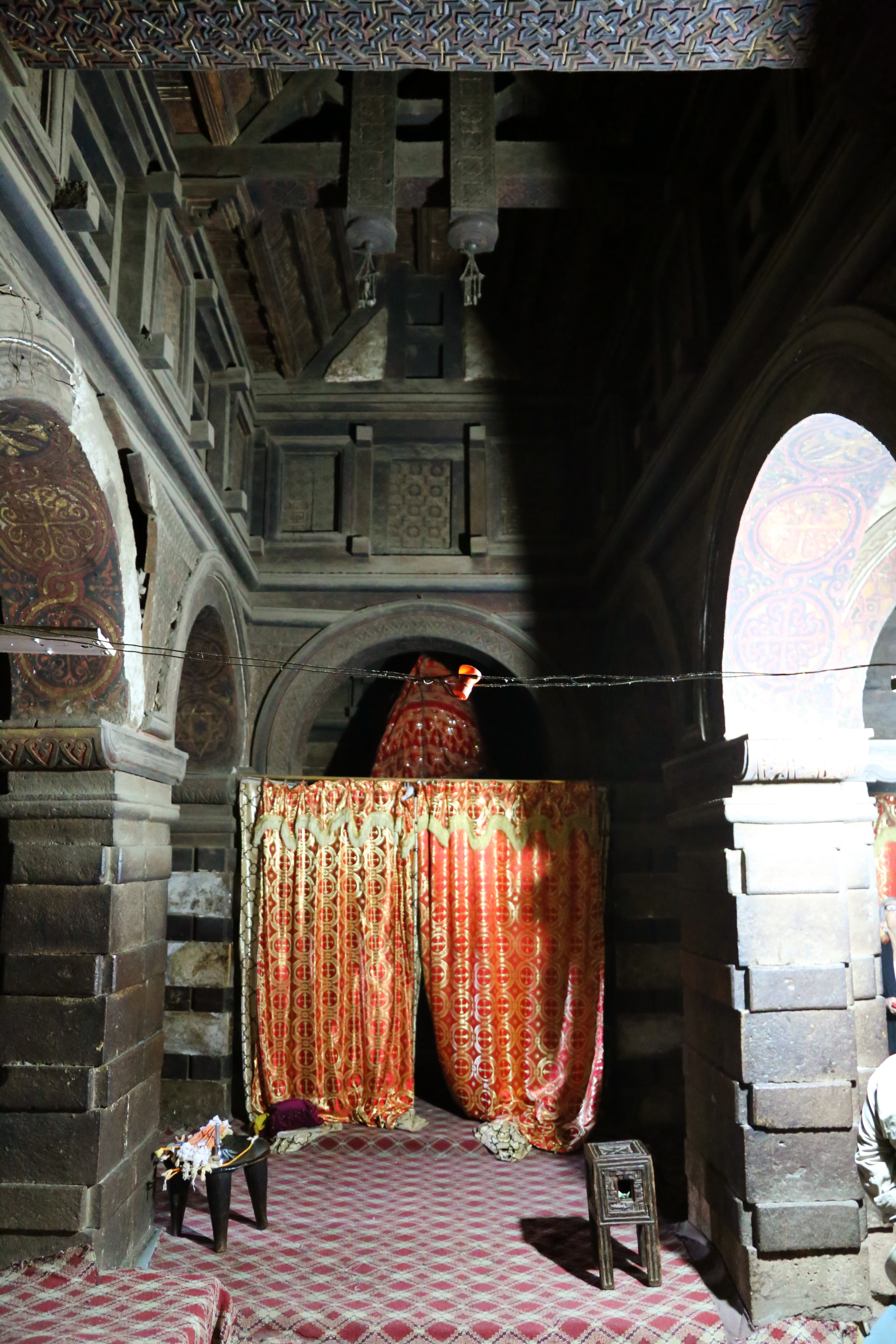
Interieur
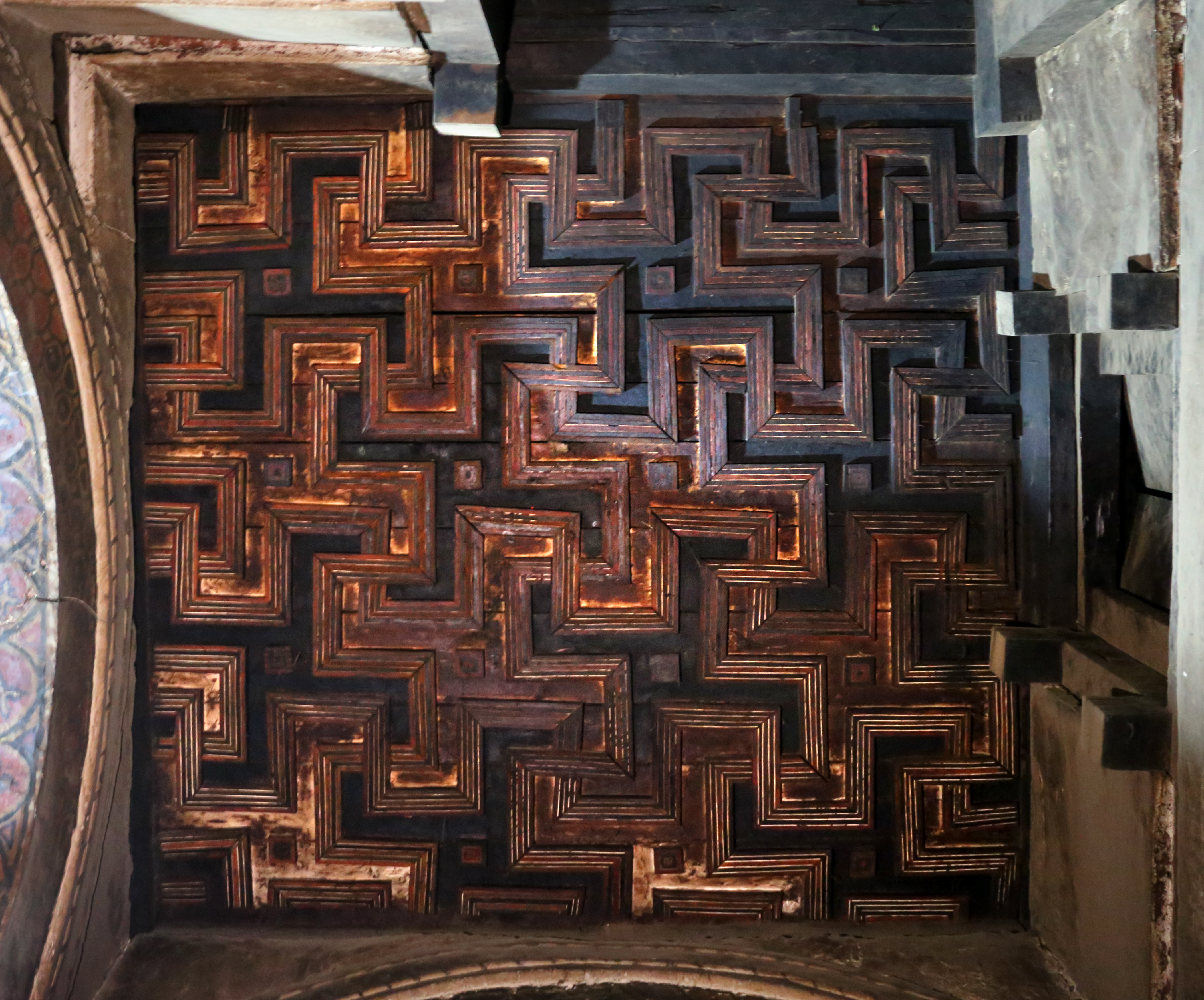
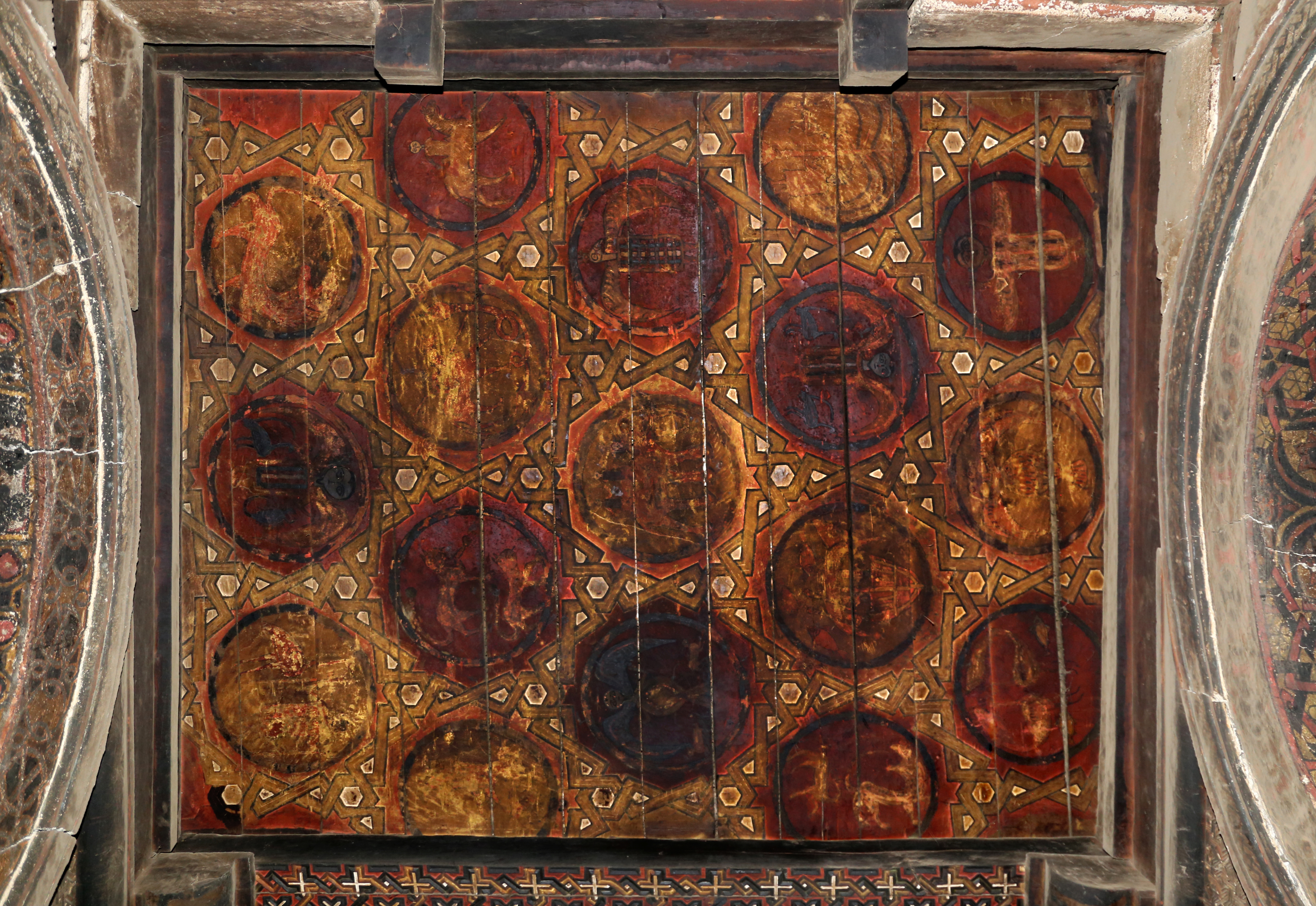
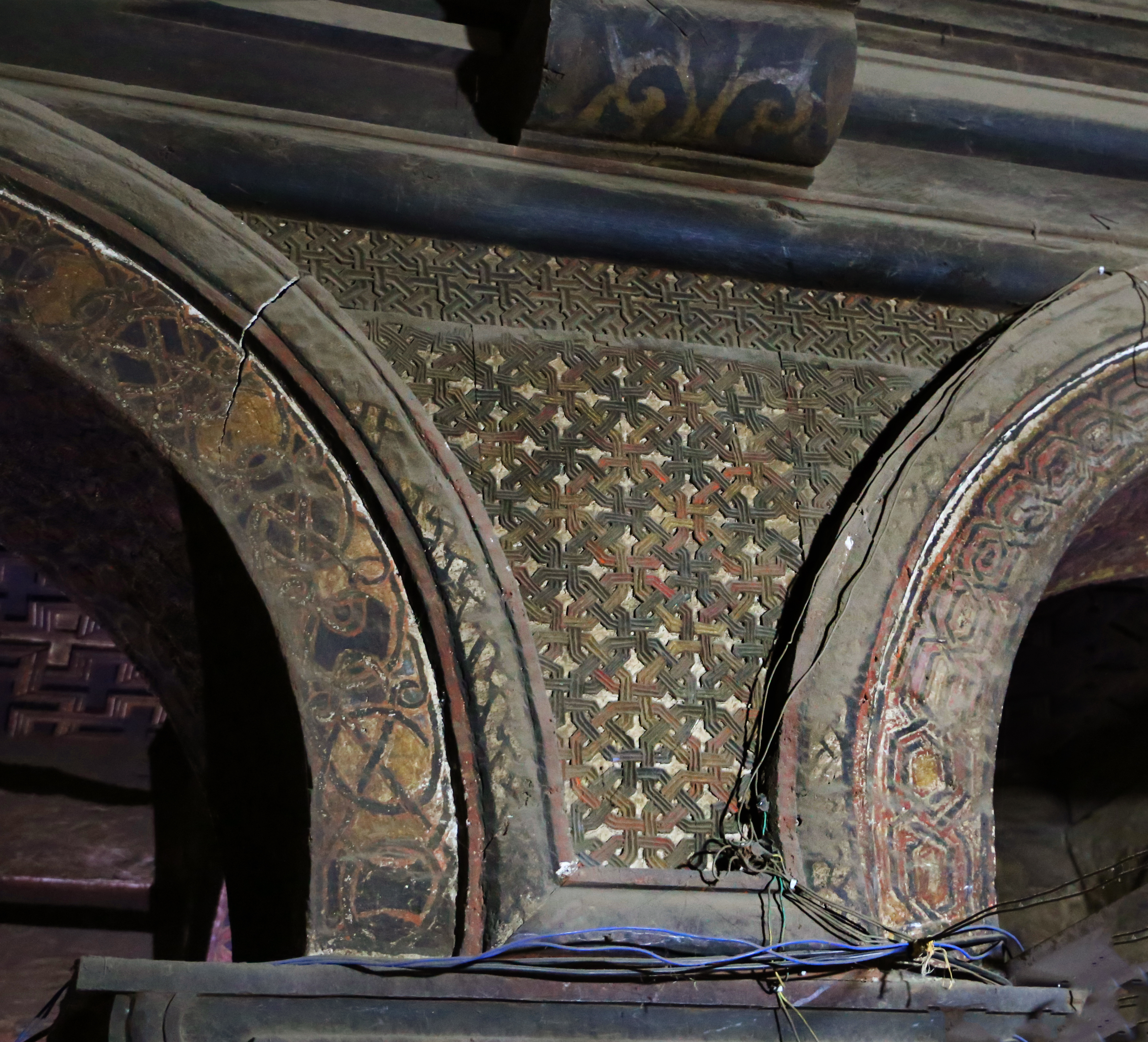
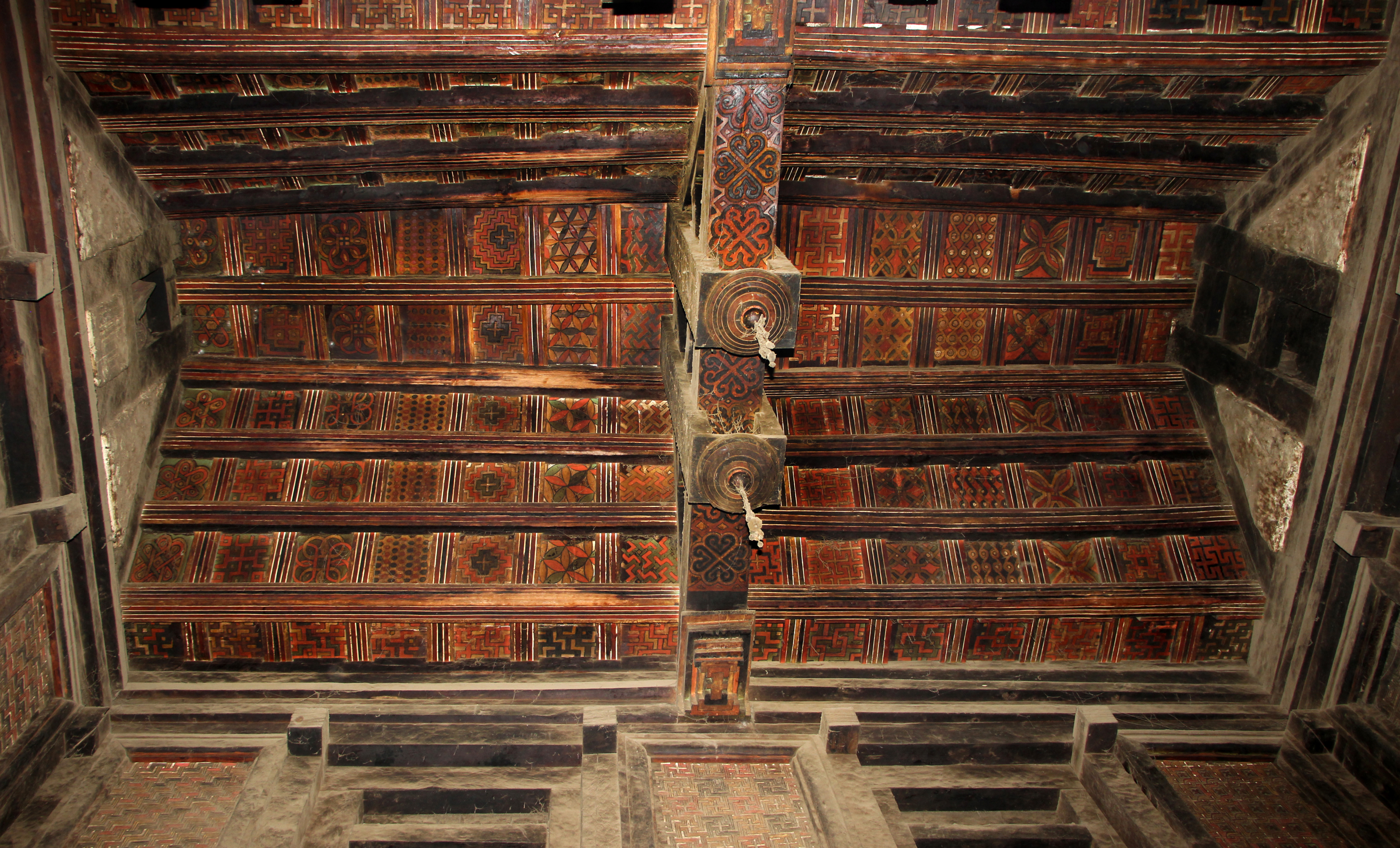
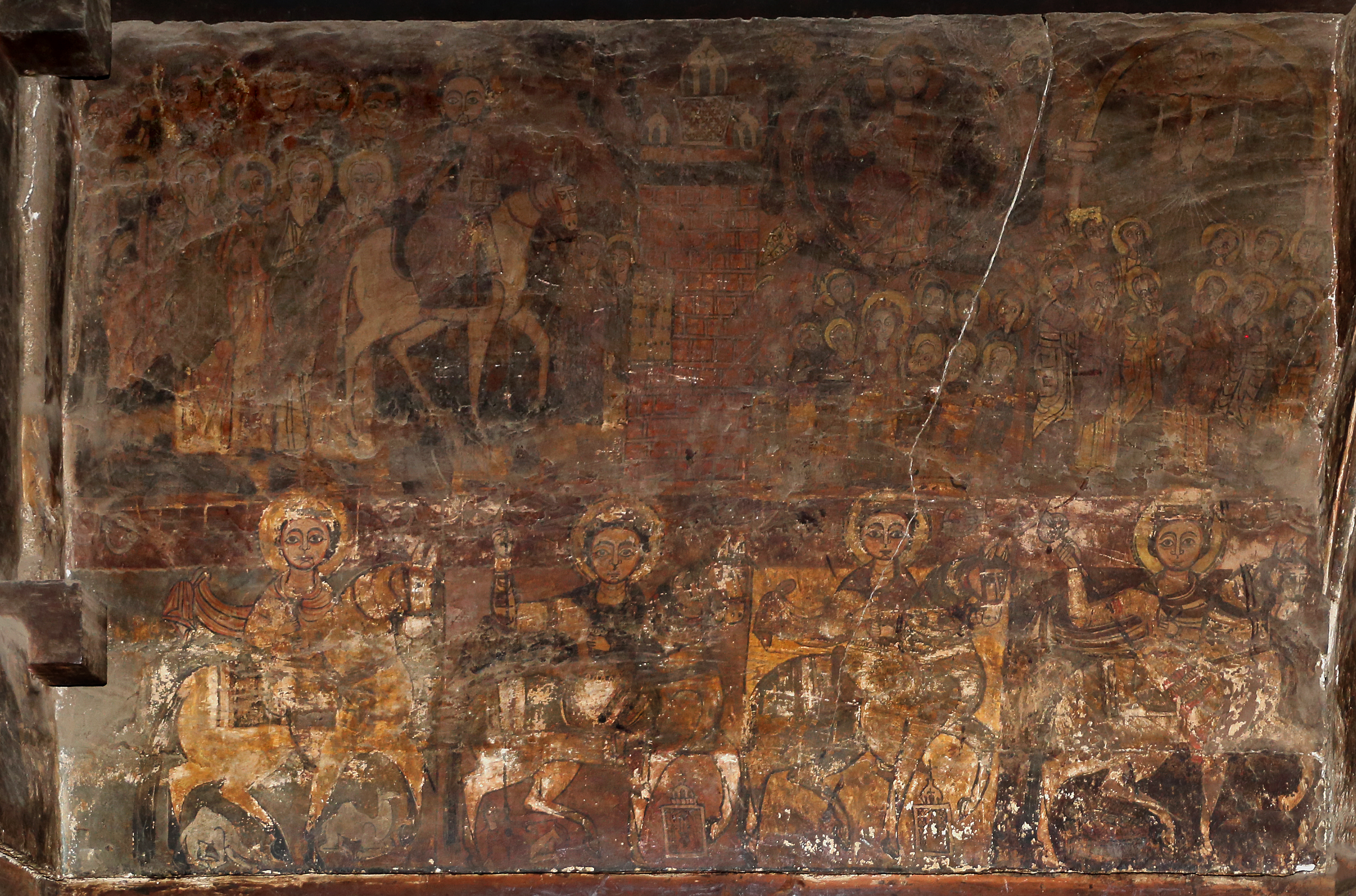
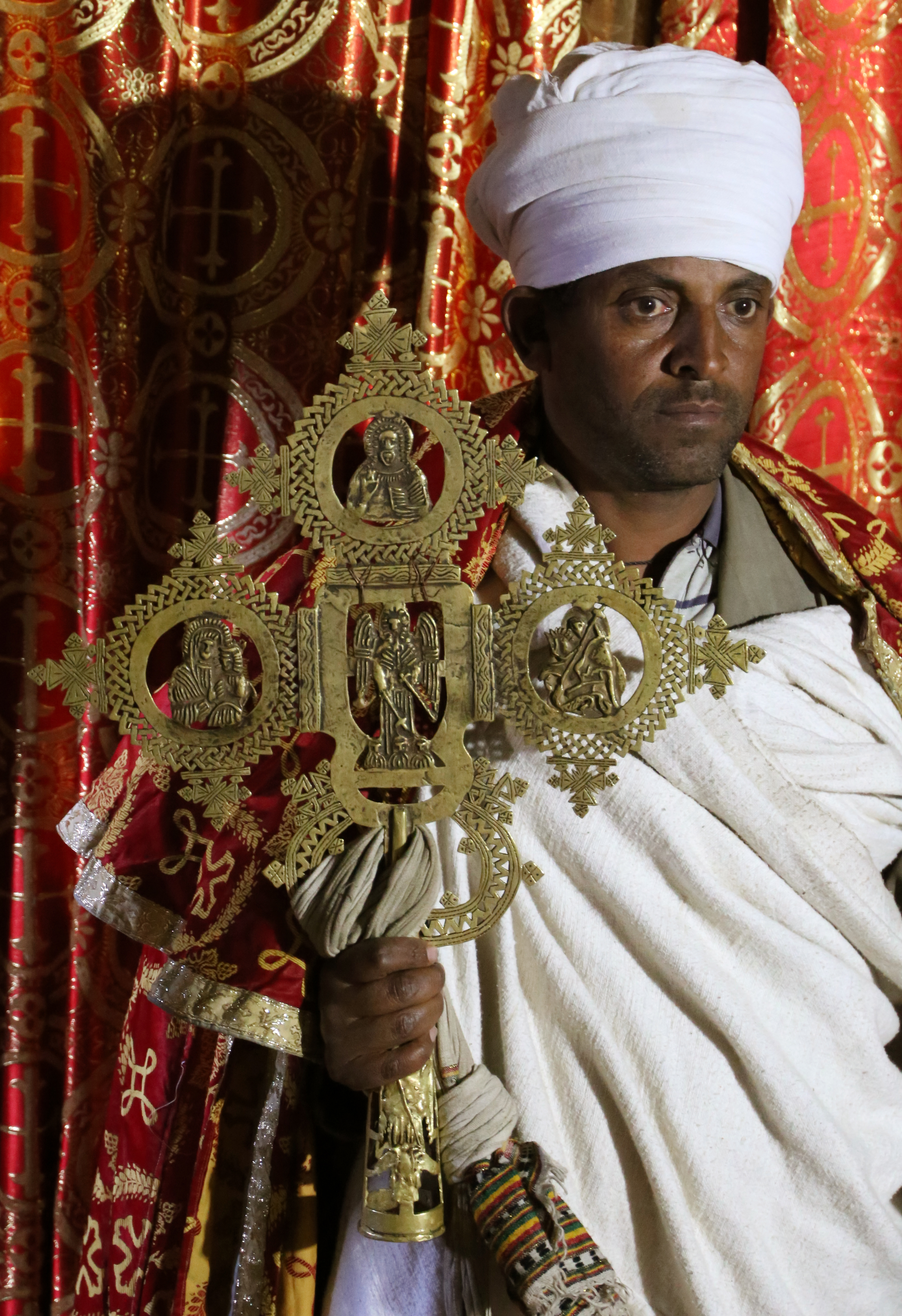
Prêtre avec une croix traditionnelle

### Livres
- L'Art en Éthiopie de Walter Raunig, octobre 2005, pages 76 à 80